# منتخب مولدافيا تحت 17 سنة لكرة القدم
منتخب مولدافيا تحت 17 سنة لكرة القدم (بالرومانية: Echipa națională de fotbal a Republicii Moldova Under-17)‏ هو ممثل مولدوفا الرسمي في المنافسات الدولية في كرة القدم في فئة كرة قدم تحت 17 سنة للرجال، يديريه اتحاد مولدافيا لكرة القدم.